# 승마보병
승마보병(乘馬步兵)은 근대 이전 육군의 병과 중 하나로, 말을 타고 이동하는 보병이다. 기병과는 다르게, 이동할 때는 말을 타지만 전투 시에는 말에서 내려서 싸운다. 주로 기마술이 발달하지 않은 고대나 문명들이 이용했다. 기병에 비해 양성이 쉽고, 기병과 비슷한 기동력을 발휘할 수 있으나 기병이 갖는 돌격력과 전투력을 가지지는 못한다는 단점이 있다.
예로는 용기병이있다.

## 같이 보기
- 용기병
- 그레이 척후대